# Dwight Marion Beck
Dwight Marion Beck auch in der Schreibvariante Dwight M. Beck (* 2. Juli 1893 in Adrian, Lenawee County, Michigan; † 30. August 1993 in Jamesville, Onondaga County, New York) war ein US-amerikanischer Geistlicher der Methodist Church, Pädagoge und Bibelwissenschaftler.

## Leben

### Familie und Ausbildung
Der aus Adrian im Bundesstaat Michigan stammende Dwight Marion Beck, Sohn des Jonas Marion Beck sowie dessen Ehegattin Hallie Agnes geborene Clement, erwarb 1918 den akademischen Grad eines Bachelor of Arts an der Syracuse University. Im Anschluss wandte er sich dem Studium der Theologie an der Boston University zu, dort erhielt er 1922 einen Bachelor of Sacred Theology, 1928 promovierte er zum PhD. Zusätzliche Studiengänge absolvierte Dwight Marion Beck in den Jahren 1922 bis 1924 an der Harvard Divinity School.
Dwight Marion Beck heiratete am 28. Juni 1918 Mildred Jean geborene Lugg. Aus dieser Verbindung entstammte der Sohn Charles sowie die Tochter Janice Barton. Dwight Marion Beck verstarb 1993 100-jährig in Jamesville im Bundesstaat New York.

### Beruflicher Werdegang
Dwight Marion Beck nahm im Jahre 1912 seine erste berufliche Aufgabe als Lehrer an der Public School in Mount Morris im Bundesstaat New York wahr. Nachdem er diesen Dienst 1914 quittiert hatte, übernahm er 1916 eine Stelle als Supply Pastor an der Rockefeller Memorial Methodist Church in Syracuse im Bundesstaat New York. Beck, der daneben seit 1918 als Professor of History am Cazenovia College wirkte, wechselte im Folgejahr als Minister an die Congretional Church nach Nahant im Bundesstaat Massachusetts. Beck, Mitglied der Methodist Church, wurde 1921 zum Minister geweiht.
Dwight Marion Beck verzog im Jahre 1924 nach Alliance im Bundesstaat Ohio, dort wurde ihm die Position eines Professors of English Bible am Mount Union College übertragen. Im Jahre 1930 folgte Beck dem Ruf der Syracuse University auf eine Professur of Bible. Dwight Marion Beck, der dort überdies in den Jahren 1933 bis 1959 die Leitung des Department of Bible and Religion ausfüllte, wurde 1964 emeritiert. In der Folgezeit war er als Foreign Student Adviser eingesetzt.
Dwight Marion Beck, einer der führenden Bibelwissenschaftler der USA seiner Zeit, hielt Mitgliedschaften in der American Association of University Professors, der National Association of Biblical Instructors, der Society of Biblical Literature and Exegesis, der American Schools of Oriental Research, der Phi Beta Kappa, der Phi Kappa Phi, der Teta Chi Beta sowie der Theta Alpha inne.

## Schriften
- The influence of Pauline theology in the Gospel of Matthew, 1928
- [Review of] Luke the Evangelist, in: Journal of the National Association of Biblical Instructors, volume IV n1, National Association of Biblical Instructors, Wolcott, N.Y., 1936, S. 52.
- Torrey's Aramaic Gospels, in: Journal of the American Academy of Religion, volume V n1, American Academy of Religion, Atlanta, Ga., 1937, S. 42–43.
- zusammen mit Edwin Prince Booth: New Testament studies : critical essays in New Testament interpretation, with special reference to the meaning and worth of Jesus, Abingdon-Cokesbury Press, New York, 1942
- The Teacher of Religion in Higher Education, in: Journal of Bible and Religion, volume XVII n2, National Association of Biblical Instructors, Somerville, N.J., Apr. 1949, S. 91–97
- The Bible, in: Journal of the American Academy of Religion, volume XIX n2, American Academy of Religion, Atlanta, Ga., 1951, S. 95, 96.
- [Review of] The Beginning of the Gospel, in: Journal of Bible and Religion, volume XIX n2, National Association of Biblical Instructors, Somerville, N.J., Apr. 1951, S. 95–96.
- The Interpreter's Bible, in: Journal of the American Academy of Religion, volume XX n1, American Academy of Religion, Atlanta, Ga., 1951, S. 23–26.
- Through the Gospels to Jesus, Harper, New York, 1954
- Book Notices, in: Journal of the American Academy of Religion, volume XXV n1, American Academy of Religion, Atlanta, Ga., 1957, S. 82, 83.
- [Review of] The Epistles of Paul the Apostle to the Colossians and to Philemon, in: Journal of Bible and Religion, volume XIX n2, National Association of Biblical Instructors, Somerville, N.J., Oct. 1957, S. 359–362.
- The Never-Ending Quest for the Historical Jesus, in: Journal of the American Academy of Religion, volume XXIX n3, American Academy of Religion, Atlanta, Ga., 1961, S. 227–231.
- Biblical Interpretation, Journal of the American Academy of Religion, volume XXX n3, American Academy of Religion, Atlanta, Ga., 1962, S. 95, 96